# Tiracola minima
Tiracola minima là một loài bướm đêm trong họ Noctuidae.